# Myrosław Onyszkewycz
Myrosław Onyszkewycz, ukr. Мирослав Онишкевич, ps. Orest, Biłyj, Bohdan, Ołeh (ur. 26 stycznia 1911 w Uhnowie koło Sokala, zm. 6 lipca 1950 w Warszawie) – pułkownik UPA, dowódca VI Okręgu „Sian”, działacz Organizacji Ukraińskich Nacjonalistów, członek Krajowego Prowydu i referent do spraw wojskowych.

## Życiorys
Ukończył 4 klasy gimnazjum i 2 lata szkoły mierniczej. Pracował jako księgowy, był oficerem rezerwy. Członek Organizacji Ukraińskich Nacjonalistów od jej powstania w 1929. W 1932 skazany na karę 3 lat więzienia za przynależność do OUN. Był kolejno: referentem personalnym I sztabu wojskowego OUN, referentem organizacyjno-mobilizacyjnym na województwo lwowskie, od kwietnia 1943 szefem sztabu II Okręgu UPA "Buh". Później dowodził kureniem UNS „Hałajda”.
W połowie marca 1945 mianowany został dowódcą VI Okręgu UPA Sian. Jako dowódca UPA na terenie Polski jest odpowiedzialny za rozkazy napadów na oddziały LWP, grupy UB i MO, polskie wsie, które palono i mordowano polskich mieszkańców. UPA w myśl jego rozkazów dokonywały również akcji sabotażowo-dywersyjnych w terenie przez podpalanie lasów, niszczenie mostów, dróg kolejowych i szos, palenie zbóż znajdujących się w stodołach bądź w stogach.
Funkcję pełnił do jesieni 1947. 2 marca 1948 został aresztowany we Wrocławiu. Wojskowy Sąd Rejonowy w Warszawie skazał go 2 czerwca 1950 na karę śmierci. Wyrok wykonano w więzieniu mokotowskim w Warszawie 6 lipca.
Brat Tarasa Onyszkewycza.